# Wasserstoffarmglühen
Wasserstoffarmglühen ist ein Teilverfahren der Wärmebehandlung von Stählen, das der Verminderung oder Beseitigung der Wasserstoffversprödung in Bauteilen aus Stahl dient. 
Beim Wasserstoffarmglühen werden die Werkstücke über mehrere Stunden auf Temperaturen zwischen 200 °C und 300 °C gehalten. Dabei entweichen die im Gefüge eingelagerten Wasserstoff-Atome, welche das Material spröde machen, durch Effusion aus den Bauteilen.
Das Wasserstoffarmglühen wird überwiegend unmittelbar nach dem Schweißen oder Galvanisieren der Bauteile durchgeführt.
Dieser Vorgang wird auch Tempern oder Anlassen genannt. Verzinkte Teile sollten üblicherweise nicht über 220 °C getempert werden, da sonst die für den Korrosionsschutz wichtige Zinkschicht Risse und Fehlstellen von mehreren Mikrometer erhält und somit der Korrosionsschutz nicht mehr ausreichend gegeben ist.
Wasserstoff ist das kleinste Atom, aus diesem Grund besitzt es schon bei geringen Temperaturen eine hohe Diffusionsgeschwindigkeit. So ist es möglich, bei Temperaturen von bis zu 300 °C den Wasserstoff aus dem Stahl auszutreiben, ohne ihn metallurgisch zu verändern.